# Euglypta margaritacea
Euglypta margaritacea är en skalbaggsart som beskrevs av Mohnike 1873. Euglypta margaritacea ingår i släktet Euglypta och familjen Cetoniidae. Inga underarter finns listade i Catalogue of Life.